# Föreningen för elektricitetens rationella användning
Föreningen för elektricitetens rationella användning (FERA) är en svensk intresseorganisation som verkar för att utveckla användning av elektrisk energi. 
Föreningen konstituerades i december 1927, varvid direktör Robert Dahlander utsågs till fullmäktiges ordförande med direktör Sigfrid Edström som vice ordförande. Föreningens förste styrelseordförande blev statsinspektor Ragnar Holmer. Stiftande ledamöter i denna organisation var Svenska elverksföreningen, Sveriges elektroindustriförening, Elektriska entreprenörsföreningen, Elektriska engrossistföreningen och Svenska föreningen för Ljuskultur. Föreningen har bedrivit upplysningsverksamhet bland annat genom utgivandet av tidskriften ERA (1928–2017), som är Nordens äldsta facktidskrift, och andra publikationer.
Den 26 januari 1951 bildades den danska motsvarigheten Elektricitetens rationelle anvendelse (ELRA) efter grundliga förberedelser. Ledamöterna i Fera hade kontakt med sina danska kolleger och de svenska erfarenheterna togs tillvara inför bildandet. I Danmark precis som i Sverige var det elverksföreningen som hade halva intresset i föreningen medan den andra hälften delades mellan branschorganisationerna för elindustri, elhandel och elinstallation. Danska föreningen Elra leddes till en början av civilingenjör P Poulsen-Hansen. Bildandet av Elra tolkades som en stark tro på framtiden och elektriciteten trots att Danmark saknade egen vattenkraft.